# Gustaf Abraham Piper
Gustaf Abraham Piper, född 15 maj 1692 i Horndal i Dalarna, död 10 mars 1761 i Viksberg i Södermanland, var en svensk militär och landshövding i Österbotten. 
Han var son till ståthållaren Henrik Piper och Hedvig Cronström.  

## Karriär
Som fänrik deltog Piper 1708 i Karl XII:s ryska fälttåg under det stora nordiska kriget. Samma år förfrös han båda fötterna i Lillryssland och fick amputera några tår och ena hälen. Han deltog i slaget vid Poltava 1709 där han tillfångatogs men släpptes fri efter en fångutväxling 1715 och kom hem året därpå. Han deltog i fälttåget mot Norge 1718 såsom kapten vid Livgardet, i vilken grad han sedan kvarstod ända till 1743, då han erhöll avsked, med titel av krigsråd.
Piper skrev en självbiografi om åren i Ryssland och Lillryssland, som publicerades 1819, 1863 och 1902.
Han var 1744 ledamot av kommissionerna för hushållningens upphjälpande i Finland och för statsverkets reglerande och avslutande, samt 1745 av sparsamhetskommissionen. År 1753 utnämndes han till generalmajor.
Han var landshövding i Österbottens län från 1746 till sin död 1761. Piper anses ha varit en energisk och intresserad landshövding, full av nya idéer. Särskilt ägnade han sig åt ekonomiska frågor. Han ville prova nya redskap inom jordbruket, importerade utländska avelsfår och kallade in specialister från olika delar av riket. Stora arealer åkermark togs i bruk under hans tid som landshövding. Piper uppmärksammade problemet med hög barndödlighet i länet, vilket han ansåg bero på att barnen gavs olämplig föda. Piper föreslog därför att mödrar som inte ammade sina barn skulle dömas till 10 dalers böter. Lagförslaget avslogs dock. Piper engagerade sig också i sjukvården och lyckades öka antalet fältskärer i länet från 1 till 3.
Piper arrenderade Korsholms kungsgård och lät uppföra ett nytt landshövdingsresidens uppe på Korsholms vallar, de sista byggnaderna som låg där. Det nya residenset stod färdigt 1752, och fick då ta emot besök av kung Adolf Fredrik, som besökte Vasa stad.

## Familj
Piper var gift tre gånger. Hans första hustru hette Eleonora Gustaviana Tungel. Hon dog i barnsäng 1735. År 1737 gifte Piper om sig med friherrinnan Märta Christina Margareta Sture, född 1716. Märta Sture avled redan 1742, 27 år gammal. Därefter gifte han 1747 sig med Eva von Scheven. Gustaf Abraham Piper fick sammanlagt 19 barn. 
Barn med Eleonora Tungel:
- Anna Christina, född 1717, död 1720.
- Henrik Johan, född och död 1718.
- Gustaf, född 1719. Student vid Lunds universitet 1734. Sannolikt död under sina utrikes resor.
- Carl, född 1722, död 1728.
- Fredrik, född 1724, död 1798. Militär inom franska armén, gift med Anna Catharina Vult von Steijern.
- Bernt, född 1728, död 1772. Arklimästare. Gift med Margareta Elisabet Krækel.
- Carl, född 1731, död 1762, landskontorist i Vasa, fänrik vid Österbottens regemente.
- Hedvig Eleonora, född 1733, död 1765. Gift med assessorn Gustaf Vult von Steijern.

Barn med Märta Sture:
- Sten Abraham, född 1738, död 1813. Hovmarskalk, guvernör på Drottningholm och Svartsjö. Gift med statsfrun Catharina Vilhelmina Ehrensvärd.
- Christina Maria, född 1739, död 1740.
- Maria Aurora, född och död 1740.
- Sofia Lovisa, född 1741, död 1759.

Barn med Eva von Scheven:
- Christina Gustava, född 1748, död 1818. Gift assessorn Lars Svedenstierna.
- Ulrika Lovisa, född 1749 i Vasa, död 1831.
- Adolf Ludvig, född 1750 i Vasa, död 1751.
- Eva Augusta, född 1751 i Vasa, död 1812. Gift med löjtnanten Bengt Reinhold Ribbing (släkten Ribbing).
- Fredrika Vilhelmina, född 1753, död 1802. Gift med överstelöjtnanten i flottorna Detlof Carl Adam Pechlin, friherre von Löwenbach.
- Ernst August, född 1754, död 1757.
- Georg Vilhelm, född 1759, död där 1771.[5]

## Kokbok
Gustaf Abraham Piper utgav en smått unik hushållsbok 1739, således sexton år tidigare än Kajsa Wargs kokbok från 1755. Hushållsboken, som var en gåva till hans hustru Märta Sture, innehåller 368 recept, bland annat på destillerade drycker – "Allehanda slags Drycker, Watn och Liquerer" – samt recept mot både sjukdomar och åkommor.
Gädda med Capris (Vinstuvad Gädda med kapris)
"Man tager en lefwande gädda fläcker och skär i lagom stycken och kokas i lagom salt wattn, och skummas wäl till hon är något mer än halfkokad, så slås wattnet af, och slås derpå Fransk Win, winättickja, Capris, smör, Muskot och några hela Muskotblommor och lite rifwit bröd, stom stufwas tillsammans att soppan är lagom tjock".

## Militär bana
- Fänrik vid Hälsinge regemente
- 1708 – fänrik vid Östgöta infanteriregemente
- 1718 – kapten vid Livgardet
- 1753 – generalmajor[2]